# Claire Bové
Claire Bové (Aubergenville, 3 de junio de 1998) es una deportista francesa que compite en remo.
Participó en los Juegos Olímpicos de Tokio 2020, obteniendo una medalla de plata en la prueba de doble scull ligero. Ganó cuatro medallas en el Campeonato Europeo de Remo entre los años 2019 y 2023.

## Palmarés internacional
| Juegos Olímpicos   | Juegos Olímpicos  | Juegos Olímpicos  | Juegos Olímpicos        |
| Año                | Lugar             | Medalla           | Prueba                  |
| ------------------ | ----------------- | ----------------- | ----------------------- |
| 2020               | Tokio (Japón)     | Medalla de plata  | Doble scull ligero      |
| Campeonato Europeo |                   |                   |                         |
| Año                | Lugar             | Medalla           | Prueba                  |
| 2019               | Lucerna (Suiza)   | Medalla de plata  | Doble scull ligero      |
| 2021               | Varese (Italia)   | Medalla de bronce | Scull individual ligero |
| 2022               | Múnich (Alemania) | Medalla de plata  | Doble scull ligero      |
| 2023               | Bled (Eslovenia)  | Medalla de bronce | Doble scull ligero      |